# 阿布茨多夫湖
阿布茨多夫湖（德語：Abtsdorfer See），是德國的湖泊，位於該國東南部，長1.6公里、寬1公里，面積0.8平方公里，海拔高度426米，平均水深11.3米，最大水深20米，湖岸線長度4.2公里，水體容量942萬立方米 。